# La Ciénaga (San José de Ocoa)
La Ciénaga es un distrito municipal del municipio de San José de Ocoa de la provincia San José de Ocoa.

## Población
Según el Censo de Población y Vivienda de 2010, el distrito municipal tiene una población total de 4,882, de los cuales 2,385 eran hombres y 1,743 mujeres. La población urbana del municipio era de 29.64%.

## Datos
- Las patronales de la Ciénaga son del 25 de octubre al 3 de noviembre en honor a su patrón San Martín de Porres.
- Cuenta con una escuela primaria la cual cuenta con nuevas edificaciones hechas durante el gobierno de Danilo Medina Sánchez, inaugurada en 2015 y actualmente se está implementando la tanda extendida en la cual su horario es de 8:00 a. m. hasta las 4:00 p. m. y cuenta además con un liceo secundario, un centro de capacitación en informática creado por INDOTEL y una escuela para niños de tres años en adelantes.
- Sus centros de diversiones más conocidos son colmado Balaguer, Colmado Wilkin, Disco terraza Santana, Disco Terraza Pascual Aristy.  Además de tener diversos parques como el Pedro Báez Ríos
- Cuenta con un parque, una cancha pública, ayuntamiento, centro comunal y una clínica rural.
- Actualmente en la gestión de su alcalde AngelDiaz le construyeron la entrada del distrito municipal la cual está ubicada en la sección del Rodadero.
- Entre sus atractivos turísticos cuenta con saltos, montañas , presas y ríos  cercanos a la comunidad.

## Economía
La principal fuente de economía es la agricultura. 
- Datos: Q5195273